# Alfred Åkerman
Per Johan Alfred Åkerman, född 27 december 1852, död 1876, var en svensk tecknare.
Åkerman var elev vid Konstakademin i Stockholm 1872–1875 men avled innan han hann avsluta sin utbildning. Under akademitiden blev han kamrat med Carl Hill som förvärvade ett tiotal av Åkermans teckningar, dessa finns numera på Malmö museum.